# NGC 1346
NGC 1346 is een spiraalvormig sterrenstelsel in het sterrenbeeld Eridanus. Het hemelobject werd op 15 december 1876 ontdekt door de Franse astronoom Édouard Jean-Marie Stephan.

## Synoniemen
- PGC 13009
- MCG -1-9-42
- KUG 0327-057
- IRAS03277-0542